# Shot By Both Sides
«Shot By Both Sides» es una canción del grupo post-punk Magazine, escrita por Howard Devoto, cantante de la agrupación, y Pete Shelley; quienes habían formado la banda punk Buzzcocks. Fue lanzada en sencillo homónimo por Magazine, en enero de 1978, siendo este disco, el primer material realizado por la banda. Meses más tarde, la canción salió también en el primer álbum de estudio, Real Life.
Tanto la versión de la canción en el sencillo, la cara A de éste, como la canción «My Mind Ain't So Open», la cara B, fueron grabadas solamente con guitarra, bajo y batería, debido a que en ese tiempo, el teclista Bob Dickinson ya había sido echado de la banda, a finales de 1977. Magazine había completado su formación originalmente con teclista.
La versión del álbum Real Life, por el contrario, sí fue grabada con teclados incluidos. A comienzos de 1978, Dave Formula, famoso una década antes como teclista de St. Louis Union, se había integrado y permanecería con la banda. 
Pete Sheley lanzaría el tema, con su grupo Buzzcoks, bajo el nombre de "Lipstick". El sencillo «Promises/Lipstick», fue editado en noviembre de 1978 y no hace referencia a su coautor, Howard Devoto.
La canción es una de las más conocidas de la banda. Fue versionada por Jarvis Cocker, Radiohead y Mansun.